# B.K. Borgen
Der B.K. Borgen Helsingborg ist ein schwedischer Billardklub, in dem hauptsächlich Karambolage gespielt wird. Borgen ist mehrfacher schwedischer Meister im Dreiband und vierfacher Gewinner des Coupe d’Europe.

## Geschichte

Finale des Coupe d’Europe 1995 in Essen. Die Borgen-Spieler stehen am linken Bildrand. Lennart Blomdahl ist der Dritte von links.

Gegründet wurde der Klub 1974 von den Dreibandspielern Lennart Blomdahl und Frans Frank. Erste Spielstätte war der Billardsalon, den beide kurz vorher in der Carl-Krook-Straße in Helsingborg eröffnet hatten. Dies war auch die erste Trainingsstätte des vielfachen Weltmeisters Torbjörn Blomdahl, Sohn des Gründers.
Borgen konnte mit der Besetzung Lennart Blomdahl, Frans Frank, Torbjörn Blomdahl und Björn Lohmander 1984 und 1985 vor heimischem Publikum gleich zweimal hintereinander die Krone des europäischen Klub-Dreibands, den Coupe d’Europe, gewinnen. Vergleichbar ist dies mit der Champions League im Fußball, wo die besten Billardvereine Europas ihren Besten küren. Borgen konnte dies 1989 und 1990, Frank wurde hierbei durch Nalle Olssen ersetzt, wiederholen. 1990 erneut vor heimischem Publikum. 2012 erspielte sich der Klub seine 30. schwedische Meisterschaftsmedaille.
Der Klub ist auch Veranstaltungsort für überregionale Turniere. So wurde der im deutschen Backnang lebende Torbjörn Blomdahl im Februar 2016 dort zum 26. Mal schwedischer Meister im Dreiband.

## Erfolge
- Coupe d’Europe:  1984, 1985, 1989, 1990, 1995
- Schwedische Dreiband-Meisterschaft:  30×